# Палеоархей
Палеоархе́й (от др.-греч. παλαιός — «старый» и ἀρχαῖος — «древний») — вторая геологическая эра архейского эона. Охватывает временной период от 3,6 до 3,2 миллиарда лет назад. Возрастной диапазон этой эры определён по геохронологической шкале, для него нет стратотипов.

## Геология
К концу палеоархея в основном завершилось формирование твёрдого ядра Земли, вследствие этого напряжённость магнитного поля Земли была уже достаточно высока и составляла не менее половины современного уровня. Это давало атмосфере защиту от солнечного ветра.
В палеоархее 3,6 млрд лет назад началось формирование первого суперконтинента Ваальбара и закончилось почти в конце этой эры – 3,1 млрд лет назад.
Сутки равнялись приблизительно 15 часам.

## Биология
К этой эре относятся одни из самых ранних известных форм жизни (хорошо сохранившиеся остатки бактерий возрастом более 3,46 млрд лет, найденные в Западной Австралии). Несмотря на деятельность фотосинтетиков, весь выделяемый ими кислород расходовался на окисление растворённых в океанской воде соединений железа, что привело к образованию полосчатых железных руд. Таким образом, свободного кислорода в воде и в атмосфере в это время не было.